# Ectopleura mayeri
Ectopleura mayeri är en nässeldjursart som beskrevs av Petersen 1990. Ectopleura mayeri ingår i släktet Ectopleura och familjen Tubulariidae. Inga underarter finns listade i Catalogue of Life.